# Guernica (eksperimentalfilm)
Guernica er en dansk eksperimentalfilm fra 1950 med instruktion og manuskript af Helge Ernst.

## Handling
En billedfantasi inspireret af og bygget over Pablo Picassos berømte maleri fra 1937. Maleriets elementer er gengivet plastisk, modelleret op i gips. Der anvendes autentiske optagelser fra den spanske borgerkrig samt skitser til maleriet og andre optagelser.